# Oteševo

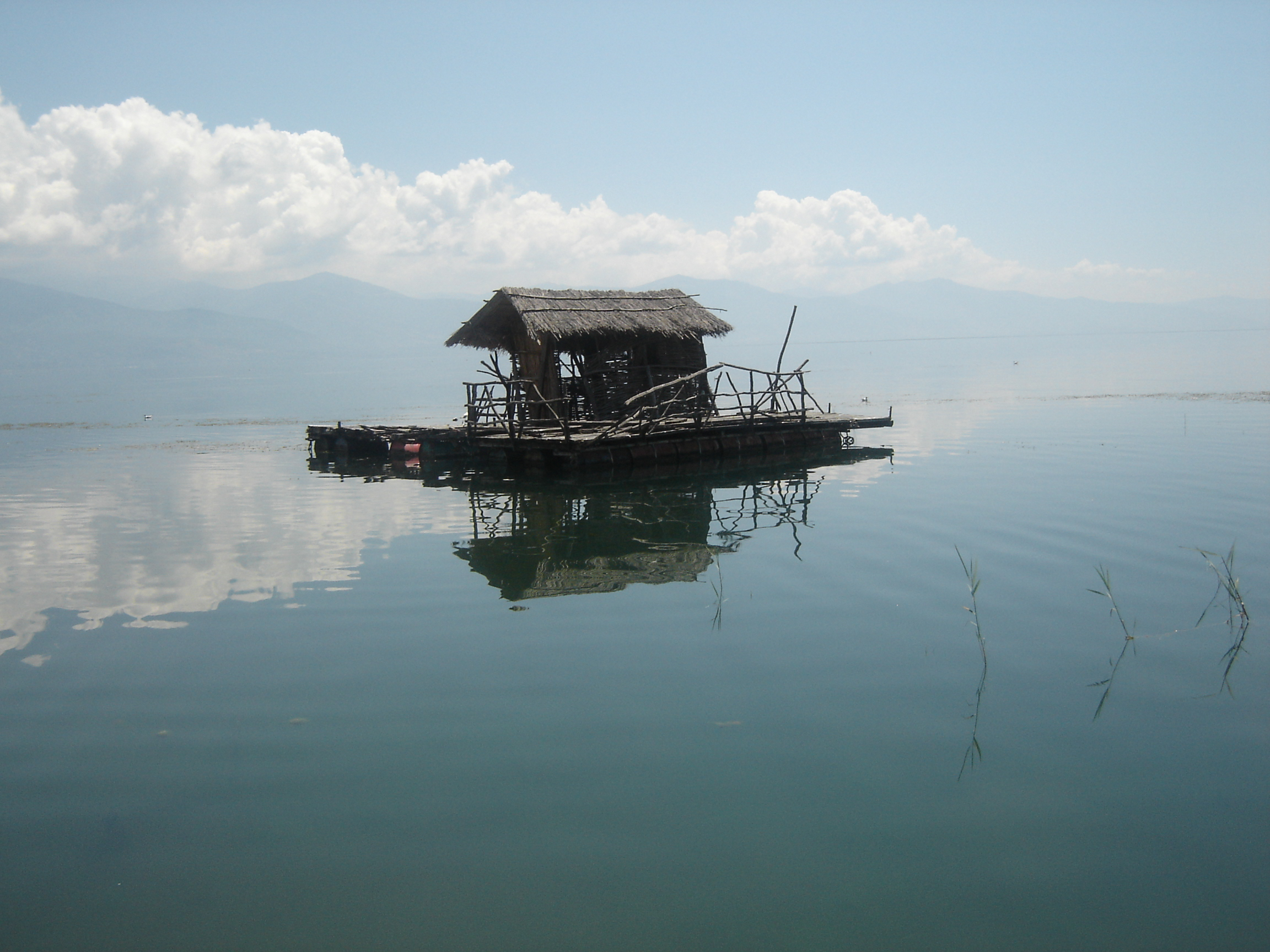
Cabana de pesca em Oteševo.

Oteševo (em macedônio/macedónio:  Отешево) é uma vila situada no Município de Resen, na Macedônia do Norte. Situa-se às margens do Lago Prespa, estando a 14 quilômetros (8,7 mi) da sede municipal que é Resen. Atualmente Oteševo encontra-se abandonada.

## Demografia
O último censo realizada em que a vila ainda tinha residentes permanentes ocorreu em 1981.
| Grupo étnico       | 1961   | 1961 | 1971   | 1971  | 1981   | 1981  | 1991   | 1991 | 1994   | 1994 | 2002   | 2002 |
| Grupo étnico       | Número | %    | Número | %     | Número | %     | Número | %    | Número | %    | Número | %    |
| ------------------ | ------ | ---- | ------ | ----- | ------ | ----- | ------ | ---- | ------ | ---- | ------ | ---- |
| Eslavos-macedônios | 62     | 98.4 | 52     | 100.0 | 14     | 100.0 | 0      | -    | 0      | -    | 0      | -    |
| outros             | 1      | 1.6  | 0      | 0.0   | 0      | 0.0   | 0      | -    | 0      | -    | 0      | -    |
| Total              | 63     | 63   | 52     | 52    | 14     | 14    | 0      | 0    | 0      | 0    | 0      | 0    |